# Mikrotik
SIA Mikrotīkls, znany jako MikroTik – łotewski producent sprzętu komputerowego do zastosowań sieciowych i bezprzewodowych. Sprzedaje oprogramowanie, urządzenia łączności radiowej w standardzie 802.11a/b/g/n/ac/ax oraz routery.
Firma została założona w 1996 roku. W chwili obecnej zatrudnia ponad 85 pracowników. Głównym produktem jest bazujący na Linuksie system operacyjny, znany pod nazwą MikroTik RouterOS. Pozwala on zmienić dowolny komputer klasy PC (także maszyny w architekturze MIPS i PowerPC) w pełni funkcjonalny router posiadający możliwości takie jak: 
- wysoka przepustowość toru radiowego dzięki protokołowi Nstreme i NV2
- tryb pracy punkt dostępu, klient, WDS i inne
- obsługa WPA, WPA2, EAP, WEP
- wirtualne punkty dostępowe (obsługa kilku SSID z różnymi zabezpieczeniami na jednym interfejsie)
- elastyczna kontrola dostępu do sieci bezprzewodowej (Access List, Connect List)
- interfejsy typu most, obsługa VLAN-ów tagowanych, grupy interfejsów (bonding)
- w pełni programowalna zapora sieciowa z funkcją NAT dla protokołów 3 warstwy
- osobna, w pełni programowalna zapora sieciowa z funkcją NAT dla protokołów 2 warstwy
- obsługa IPv6, osobna zapora sieciowa IPv6
- policy routing
- obsługa IPsec
- tunele – IP-IP, Ethernet Over IP
- VPN – serwer i klient L2TP, PPTP, OpenVPN, IPsec (tylko TCP)
- serwer i klient PPPoE
- regulacja przepływności i QoS bazująca na HTB, SFQ, RED, z możliwością ustalenia CIR i EIR, pozwalająca budować drzewiaste hierarchie klas usług, z bardzo rozbudowanymi opcjami filtrowania (dzięki funkcjonalności zapory „packet mark”)
- serwer i klient DHCP
- możliwość filtracji ruchu p2p
- HotSpot
- trasowanie dynamiczne RIP, OSPF, BGP
- Web proxy (Pośrednik HTTP)
- SOCKS proxy
- DNS cache
- serwer i klient RADIUS
- serwer i klient NTP
- zdalna administracja z użyciem programu WinBox działającego w systemie Microsoft Windows lub z wykorzystaniem pakietu oprogramowania Wine w Linuksie
- safe mode – tryb bezpieczny konfigurowania, pozwalający cofnąć zmiany, gdy na skutek błędnej konfiguracji urządzenie zostanie odcięte od sieci lub zostanie przerwane połączenie sieciowe z osobą konfigurującą
- zdalna administracja poprzez Telnet, SSH, WWW
- zdalne zarządzanie i monitorowanie poprzez SNMP
- własny język skryptowy oraz harmonogram systemowy pozwalający na automatyzację zadań
- API umożliwiające tworzenie własnych aplikacji zarządzających i monitorujących
- wykresy i statystyki do każdej mierzalnej wartości (np. ruch na interfejsach, dopasowanie reguł zapory, wykorzystanie zasobów sprzętowych)
- przydatne narzędzia diagnostyczne: packet sniffer (rejestrowanie przesyłanych pakietów 2 i/lub 3 warstwy), ping speed, bandwidth test, torch (monitorowanie ruchu w czasie rzeczywistym), traffic monitor, IP Scan, inne
- MetaROUTER – obsługa kilku wirtualnych ruterów w jednym urządzeniu fizycznym
- obsługa kontenerów Dockera (od wersji RouterOS 7.x)

System jest licencjonowany na zasadzie schodkowej. Ze wzrostem poziomu licencji, rośnie cena i możliwości oprogramowania. Reguły licencjonowania są przejrzyste, a oprócz początkowego kosztu licencji nie ma żadnych kosztów ukrytych (np. za „pakiety funkcjonalności” itd.)
RouterOS MikroTik, w powiązaniu z linią produktów sprzętowych pod nazwą MikroTik RouterBOARD, przeznaczony jest dla małych i średnich firm świadczących usługi dostępu do internetu i transmisji danych.
Firma wydała również własne oprogramowanie The Dude, udostępnione nieodpłatnie, pozwalające na łatwe zarządzanie siecią złożoną z wielu urządzeń Mikrotik, a także innych zgodnych z SNMP.

## Licencja GPL
W związku z tym, że system operacyjny MikroTik RouterOS bazuje na Linuksie, udostępnionym na licencji GPL, firma jest zobowiązana do upublicznienia jego kodu źródłowego wraz z naniesionymi przez siebie zmianami. Producent udostępnia możliwość zamówienia płyty z kodem źródłowym elementów, które powstały na bazie oprogramowania z licencją GPL. Informację na temat zamówienia płyty znajdują się w dokumencie licencyjnym systemu RouterOS.